# MX Linux
MX Linux ist eine hinsichtlich des Ressourcenverbrauchs mittelschwere Distribution des Linux-Betriebssystems, das auf der Distribution/Variante Debian/stable (‚stabil‘) basiert und zentrale antiX-Komponenten verwendet. Zusätzliche Software wird von der MX-Gemeinschaft erstellt und/oder gepackt. Es wurde als Kooperationsprojekt zwischen der antiX und den ehemaligen MEPIS-Gemeinschaften entwickelt.

## Besonderheiten
MX Linux verwendet ursprünglich die Xfce-Desktop-Umgebung, inzwischen werden aber auch offizielle Veröffentlichungen mit KDE und Fluxbox angeboten.
Das Betriebssystem MX Linux kann von einem USB-Stick gebootet werden (Live-System) und ist insofern auch zu einer parallelen Verwendung geeignet.
Unter der Bezeichnung Community Respins werden auch inoffizielle Varianten von MX Linux entwickelt. So erschien Anfang 2021 eine Version für den Raspberry Pi (ab Model 3), die auf Fluxbox basiert.

## Versionsgeschichte
| Version | Name       | Freigabe                                      | Basiert auf Debian | Debian Support-Ende (LTS-Ende) | Bemerkungen                                                                  |
| --- | ---------- | --------------------------------------------- | ------------------ | ------------------------------ | ---------------------------------------------------------------------------- |
| MX-14 | Symbiosis  | 24. März 2014 (PAE) 27. März 2014 (nicht-PAE) | Wheezy             | (2018-05-31)                   | Erste offiziell freigegebene Version. Größe des damaligen ISO-Abbilds: 696MB |
| MX-21 | Wildflower | 21. Oktober 2021                              | Bullseye           | (2026-06)                      |                                                                              |
| MX-21.3 | Wildflower | 15. Januar 2023                               | Bullseye           | (2026-06)                      |                                                                              |
| MX-23 | Libretto   | 31. Juli 2023                                 | Bookworm           | (2028)                         |                                                                              |
| Legende:Ältere Version; nicht mehr unterstütztÄltere Version; noch unterstütztAktuelle VersionAktuelle VorabversionZukünftige Version |            |                                               |                    |                                |                                                                              |

## Rezeption
MX Linux eignet sich für ältere Hardware. Dem Anwender werde mit zahlreichen Werkzeugen und Skripten bei der Systemadministration entgegengekommen, ohne zu überfrachten. Es handele sich um eine stabile und leichtgewichtige Distribution auf zuverlässiger Basis von Debian. Sie sei aufgrund der hohen Benutzerfreundlichkeit auch Linux-Einsteigern zu empfehlen. Das umfangreiche Handbuch erfasse die Details des Systems.